# (46992) 1998 TZ17
(46992) 1998 TZ17 là một tiểu hành tinh vành đai chính. Nó được phát hiện bởi Seiji Ueda và Hiroshi Kaneda ở Kushiro, Hokkaidō, Nhật Bản, ngày 12 tháng 10 năm 1998.